# 4-Fluorofentanyl
4-Fluorofentanyl – organiczny związek chemiczny, syntetyczny lek opioidowy (pochodna fentanylu). Objęty Jednolitą konwencją o środkach odurzających z 1961 roku (wykazy I i IV). W Polsce jest na wykazach I-N i IV-N Ustawy o przeciwdziałaniu narkomanii.